# Barbro Djurberg
Barbro Sigrid Wilhelmina Djurberg, född 5 mars 1903 i Stockholm, död 12 december 1960 i Maria Magdalena församling, Stockholm, var en svensk skådespelare.

## Biografi
Djurberg var under 1920-talet engagerad vid Dramaten  och kom in vid dess elevskola 1922. Hon var dotter till läkaren Fredrik Vilhelm Djurberg, syster till skådespelaren Bengt Djurberg och journalisten Lars Djurberg samt var åren 1926–1947 gift med skådespelaren Arnold Sjöstrand.
Hon är begravd på Norra begravningsplatsen utanför Stockholm.

## Teater

### Roller
| År   | Roll                             | Produktion                                                      | Regi             | Teater                   |
| ---- | -------------------------------- | --------------------------------------------------------------- | ---------------- | ------------------------ |
| 1922 | Hermine Desmignères En proverska | Äventyret Gaston Arman de Caillavet och Robert de Flers         | Karl Hedberg     | Dramaten                 |
| 1923 | Sjöjungfrun Gunla                | Ljungby horn Edgar Collin, Vilhelm Østergaard, och Alfred Ipsen | Helge Wahlgren   | Helsingborgs stadsteater |
| 1923 | Fru Desmignères Louise           | Äventyret Gaston Arman de Caillavet och Robert de Flers         | Karl Hedberg     | Dramaten                 |
| 1923 | Fru von Brandt                   | Sköldpaddskammen Richard Kessler                                | Karl Hedberg     | Dramaten                 |
| 1924 | Tjänsteflickan                   | Knock Jules Romains                                             | Karl Hedberg     | Dramaten                 |
| 1925 | Adele                            | Lite ljuga... Sven Åkerberg                                     | Helge Wahlgren   | Helsingborgs stadsteater |
| 1925 | Nichette                         | Kameliadamen Alexandre Dumas den yngre                          | Helge Wahlgren   | Helsingborgs stadsteater |
| 1925 | Fröken Svea                      | Den sköna Melusina Oscar Rydqvist                               |                  | Helsingborgs stadsteater |
| 1925 | Ingrid                           | En aftonstund på "Tre Liljor" Knut Michaelson                   |                  | Helsingborgs stadsteater |
| 1926 | Astrid                           | Stora barndopet Oskar Braaten                                   | Helge Wahlgren   | Helsingborgs stadsteater |
| 1926 | Louise                           | Liliom Ferenc Molnár                                            | Torsten Hammarén | Helsingborgs stadsteater |
| 1929 | Lucienne                         | Den oemotståndlige Jean Sarment                                 | Olof Molander    | Dramaten                 |
| 1929 | Louise                           | Äventyret Gaston Arman de Caillavet och Robert de Flers         | Karl Hedberg     | Dramaten                 |
| 1929 | Joyce Traill                     | Jokern H. Marsh Harwood                                         | Olof Molander    | Dramaten                 |

### Fotnoter
1. ↑  ”Arkiverade kopian”. Arkiverad från originalet den 1 september 2014. https://archive.is/20140901095545/http://www.elverket.dramaten.se/sv/Dramaten/Medverkande/Rollboken/?qType=person&value=2459. Läst 1 september 2014.
2. ↑  Hitta graven
3. ↑  SvenskaGravar